# Wakkerendijk 106
Wakkerendijk 106 is een rijksmonument aan de Wakkerendijk in Eemnes in de provincie Utrecht.
De forse langhuisboerderij met een rieten zadeldak heeft een topgevel die met vlechtingen is gemetseld. In de bijna symmetrische tuitgevel met ankers zit rechts een kelderlicht. Het pand heeft schuifvensters. 